# Colaulus punctatus
Colaulus punctatus är en stekelart som beskrevs av Jonathan 1993. Colaulus punctatus ingår i släktet Colaulus och familjen brokparasitsteklar. Inga underarter finns listade i Catalogue of Life.